# Гидротаранный насос

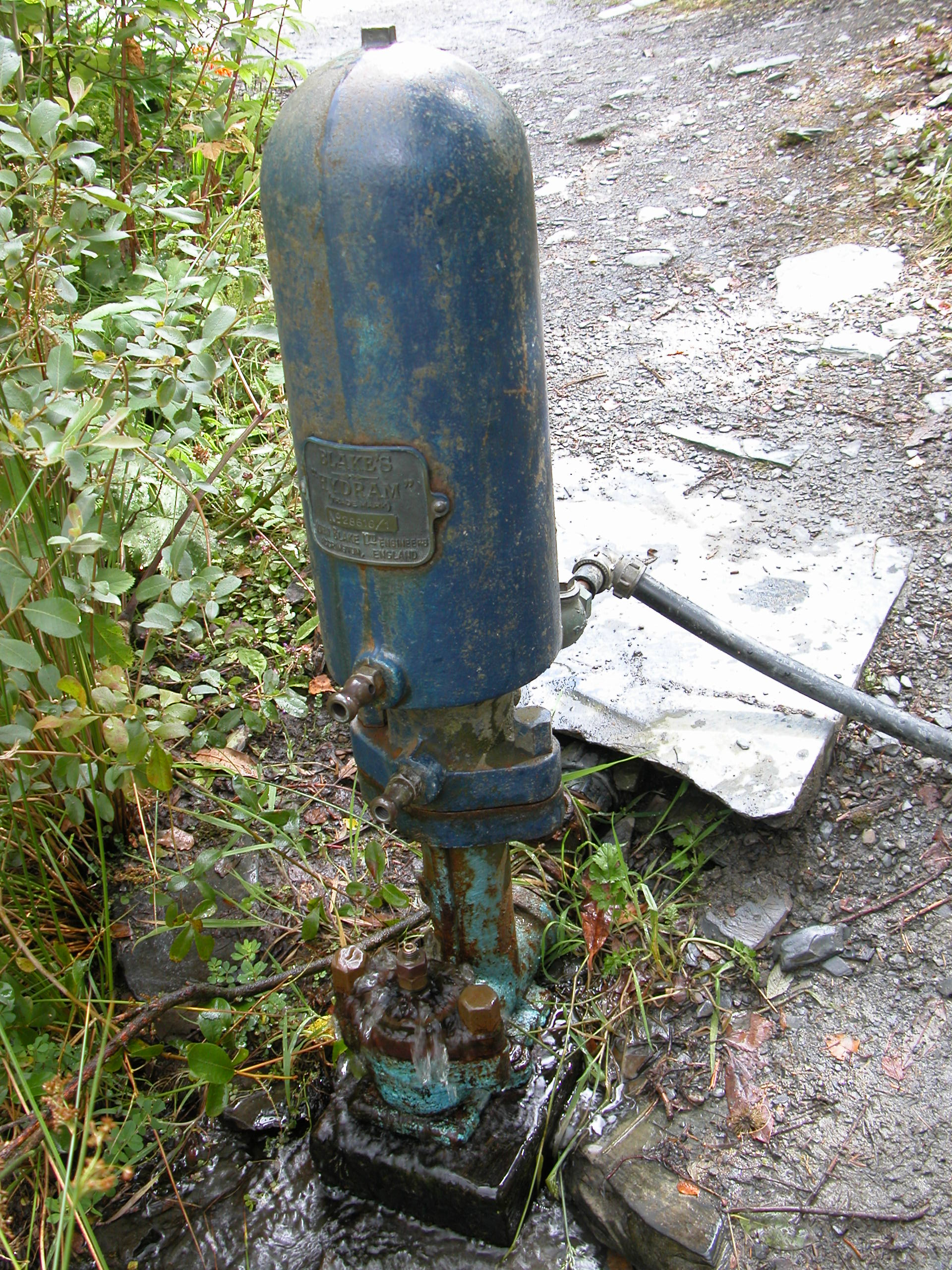
Гидротаранный насос, приводящий в действие фонтан в Центре альтернативных технологий (Уэльс)

Гидротаранный насос или гидравлический таран (фр. bélier hydraulique, англ. hydraulic ram) — механическое устройство без собственного двигателя, обеспечивающее подъём воды выше уровня, на который вода поднялась бы под действием собственного давления. Устройство можно применять в местности, где нет электроснабжения и нерентабельно использовать двигатели внутреннего сгорания. Энергию для работы насос получает из потока воды. Обычно рассматривается вариант перетекания под действием силы тяжести из «питающего» резервуара (например, из запруды на реке) по трубе в какой-либо нижерасположенный сток (например, в ту же реку ниже по течению) с перепадом высоты h (разница высот между стоком и уровнем воды в питающем резервуаре). Пропуская через себя транзитом воду, насос поднимает небольшую часть протекающей воды на высоту H (разница высот между верхней точкой отводящей трубы и уровнем воды в питающем резервуаре).
Термины не являются устоявшимися. Например, питающая труба нередко именуется «напорной».

## Описание конструкции

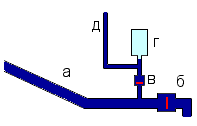
Схема гидротаранного насоса

Гидротаранный насос в простейшем случае состоит из (см. рисунок):
- питающей трубы (а)
- отбойного клапана (б)
- возвратного клапана (в)
- воздушного колпака (г)
- отводящей трубы (д)

## Работа
Начальное состояние: отбойный клапан б открыт и удерживается в таком положении пружиной или грузом или т. п. Сила этой пружины превышает силу давления статического столба воды в питающей трубе на закрытый отбойный клапан. Возвратный клапан в закрыт. Воздушный колпак заполнен воздухом.
По питающей трубе а поступает вода, разгоняясь до некой скорости, при которой отбойный клапан б, увлекаемый потоком воды, преодолевает усилие своей пружины и закрывается, перекрывая сток. Инерция резко остановленной в питающей трубе воды создает гидроудар — резкий скачок давления, величина которого определяется массой воды в питающей трубе и скоростью потока. Давление гидроудара преодолевает давление столба воды в отводящей трубе д, возвратный клапан в открывается и часть воды из питающей трубы а проходит через него и поступает как в отводящую трубу, так и в воздушный колпак г, поскольку резкое повышение давления гораздо быстрее сожмёт воздух, чем преодолеет инерцию массы воды в отводящей трубе д. Движение воды в питающей трубе останавливается, из-за перетока части воды в отводящую трубу давление падает и возвращается к исходной статической величине, возвратный клапан закрывается, отбойный клапан открывается. Вода в питающей трубе начинает двигаться, постепенно ускоряясь. В это время под давлением воздуха, сжатого в воздушном колпаке, поступившая в него порция воды выдавливается в отводящую трубу. Таким образом система возвращается в исходное состояние и начинает новый цикл работы.

## Принцип действия
Механизм устройства работает за счёт энергии, высвобождаемой при вытекании воды из источника вниз по питающей трубе. При этом потенциальная энергия воды на большей высоте превращается в кинетическую энергию текущей воды, которая и используется насосом. В изначальном приборе Монгольфье, устроенном в Сен-Клу недалеко от Парижа, вода течёт по длинной трубе {\displaystyle AB} (рис. 1) из невысоко расположенного пруда и может свободно вытекать через край {\displaystyle K}, пока клапан {\displaystyle V} опущен.

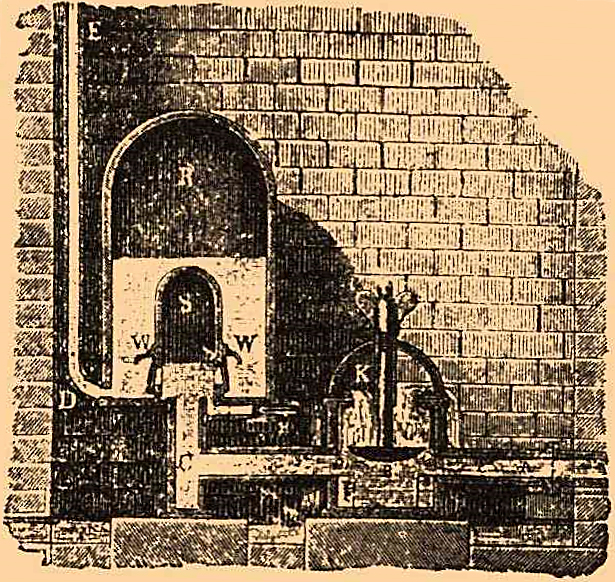
Рис. 1. Гидравлический таран Монгольфье

С того момента, как вода, наполняющая {\displaystyle AB}, получила возможность течь, работа силы тяжести пойдёт на увеличение её скорости до некоторой наибольшей величины, обусловленной высотой {\displaystyle h} уровня воды в пруде над отверстием {\displaystyle K}, размерами и свойством (см. ниже) трубы {\displaystyle AB}. Вместе с тем будет возрастать и гидростатическое давление воды на нижнюю поверхность клапана {\displaystyle V}, вес которого так подобран, чтобы он поднялся и закрыл выходное отверстие, как только скорость воды в трубе достигнет своей наибольшей величины. В этот момент гидростатическое давление воды на внутреннюю поверхность трубы {\displaystyle AB} и её продолжения {\displaystyle CS} станет возрастать, так как движение воды будет замедляться, пока весь запас работы, заключённый в её массе в виде кинетической энергии (живой силы), не истратится на растяжение этих стенок, на сжатие самой воды и на внутреннее трение. Но часть этих стенок сделана подвижною: в колоколообразном придатке {\displaystyle S} замкнуто водой некоторое количество воздуха и помещены клапаны {\displaystyle W}, открывающиеся в колокол {\displaystyle R}, тоже содержащий воздух над водой и снабжённый подъёмной трубой {\displaystyle DE}. Поэтому после закрытия клапана {\displaystyle V} живая сила воды начинает сжимать воздух в {\displaystyle S}, пока не поднимутся клапаны {\displaystyle W}; тогда вода станет входить в {\displaystyle R}, частью сжимать находящийся в нём воздух, а частью подниматься по трубе {\displaystyle DE} на высоту {\displaystyle H}. На все это скоро истратится вся живая сила воды, давление в {\displaystyle R} перевесит давление в {\displaystyle S}, клапаны {\displaystyle W} закроются, {\displaystyle V} откроется, и весь процесс начнётся снова. Возрастание давления будет тем больше, чем быстрее захлопывается клапан {\displaystyle V} и чем неподатливее стенки сосуда, заключающего воду в движении. Такого «гидравлического удара» тщательно стараются избегать при устройстве водопроводов, чтобы не лопались трубы, поэтому Монгольфье и устроил колпак {\displaystyle S}; упругая податливость воздуха, в нём заключённого, ослабляет силу удара; воздух же в колпаке {\displaystyle R} служит регулятором для трубы {\displaystyle DE} и поддерживает в ней движение воды в тот период, когда клапаны W закрыты. При повышенном давлении в воде растворяется больше воздуха, чем при атмосферном давлении, поэтому количество воздуха в {\displaystyle S} и {\displaystyle R} уменьшалось бы во время непрерывной работы. Чтобы пополнять эту убыль, служит клапан {\displaystyle H}, отворяющийся внутрь: как только клапаны {\displaystyle W} захлопнутся, упругость воздуха в {\displaystyle S} заставит воду в {\displaystyle CBA} отхлынуть назад; с приобретённою скоростью она перейдёт своё положение равновесия и произведёт на очень короткое время под {\displaystyle S} давление, меньшее атмосферного. В этот момент через {\displaystyle H} входит немного воздуха.
В продаже существуют готовые типы таран, английские фирмы Дулас, французские Декер и др. При испытании в Парижской консерватории искусств и ремёсел таран, устроенные Декером (Decoeur), дали полезное действие от 0,6 до 0,9. На рисунке 2 видны особенности его устройства: оба клапана расположены один над другим и снабжены пружинами и винтами, чтобы регулировать их натяжение во время самой работы, изменяя число ударов от 40 при падении в 0,3 м до 220 при падении в 2 м; высота подъёма во всех опытах была 9м 15 см.

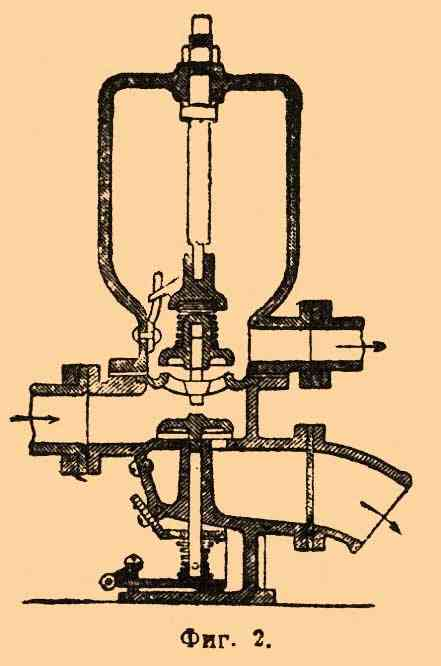
Рис. 2. Гидравлический таран Декера

При впускании воздуха через боковой клапан, не изображённый на рис. 2, таран работает без шума, но полезное действие и наибольшая возможная высота подъёма уменьшаются. Действие таранa зависит от своевременного закрывания выпускного («стопорного») клапана, в связи с чем для больших машин Персалль (Pearsall) нашёл выгодным устроить для этой цели особую машину, приводимую в движение сжатым воздухом из-под колпака. Такой тип таранa действует плавно, даёт большой коэффициент полезного действия и может быть устроен в больших размерах. На том же принципе, Персалль построил гидравлический таран для получения струи сжатого воздуха.

## Расчёт коэффициента полезного действия
Пусть из пруда вытекает в единицу времени {\displaystyle V_{1}} единиц объёма воды и падает с малой высоты {\displaystyle h}. А поднимаются в резервуар водопровода {\displaystyle V_{2}} единиц на большую высоту {\displaystyle H}. Обозначим {\displaystyle \eta } коэффициент полезного действия машины. Он равен отношению работы, совершённой машиной к работе падающей воды:
Для определения {\displaystyle \eta } в разных случаях было сделано много опытов ещё в 1805 г. Эйтельвейном, позднее Мореном и др. Выяснилось, что коэффициент этот тем больше, чем ближе к единице отношение {\displaystyle H:h}. По Эйтельвейну, когда {\displaystyle H} в 20 раз больше {\displaystyle h}, {\displaystyle \eta =0,2}; при {\displaystyle H=8h} {\displaystyle \eta =0,5}; при {\displaystyle H=3h} {\displaystyle \eta =0,7}. По данным начала XX века, полезное действие больше при больших падениях, чем при малых; так, при малых {\displaystyle h} {\displaystyle \eta =0,4}, при средних 0,55, а при больших 0,7. Влияние же отношения высоты падения к высоте подъёма воды признается малым. Поэтому из {\displaystyle V_{1}=20}(литров) можно рассчитывать, например, поднять 2 л на 7 метров, 1 л на 14 метр, и только пол-литра на 28 м, если при данном {\displaystyle H} {\displaystyle \eta } = 0,1 для взятого тарана, труба, приводящая воду, должна быть достаточной длины, чтобы масса заключающейся в ней воды была значительна: по Эйтельвейну, она должна превышать {\displaystyle H} на число футов, равное отношению {\displaystyle H} к {\displaystyle h}, и во всяком случае быть не короче, чем пятикратная высота подъёма, так что при коротких расстояниях её приходится намеренно изгибать. Диаметр клапана б должен быть равен диаметру приводной трубы, а этот последний в футах равен {\displaystyle 2{\sqrt {60(V_{1}+V_{2})}}}, где {\displaystyle V_{1}} и {\displaystyle V_{2}} даны в кубических футах. Объём колпака г делают равным объёму приводной трубы. Оба клапана должны быть как можно ближе один к другому. В настоящее время гидравлический таран употребляется довольно часто для поднятия небольшого количества воды для хозяйственных целей.
Изменение давления определяется по формуле Жуковского:
{\displaystyle \Delta p=\rho (v_{0}-v_{1})v},
где ρ — плотность жидкости, {\displaystyle v_{0}} и {\displaystyle v_{1}} — средние скорости воды до и после закрытия клапана, v — скорость распространения ударной волны в жидкости. Эту скорость можно рассчитать по формуле:
{\displaystyle v={\frac {1}{\sqrt {\rho \beta +{\frac {D\rho }{Ed}}}}},},
где E — модуль упругости стены, {\displaystyle \beta } — сжимаемость жидкости, d — толщина стен трубы, а D — её диаметр.
Коэффициенты упругости различных материалов:
- вода — 2⋅109 Н/м²;
- чугун — 100⋅109 Н/м²;
- сталь — 200⋅109 Н/м²;
- медь — 123⋅109 Н/м²;
- алюминий — 71⋅109 Н/м²;
- полистирол — 3,2⋅109 Н/м²;
- стекло — 70⋅109 Н/м²;

Предел значения V равен 1414 м/с (скорость звука в воде).
КПД гидротаранного насоса зависит от отношения H/h, где h — высота попадающей в резервуар А воды, а H — требуемая высота поднятия.

## История
В 1772 году англичанин Джон Уайтхёрст изобрёл и построил «пульсирующий двигатель», прообраз гидравлического тарана, и спустя три года опубликовал его описание. Устройство Уайтхёрста управлялось вручную. Первый автоматический гидротаранный насос изобрёл знаменитый француз Жозеф-Мишель Монгольфье совместно с Ами Арганом (A. Argand) в 1796 году. В 1797 году при помощи своего друга Мэтью Боултона Монгольфье получил британский патент на своё изобретение. В 1816 году сыновья Монгольфье запатентовали доработанную версию этого насоса.
В США гидротаранный насос впервые запатентовали Серно (J. Cerneau) и Халлет (S.S. Hallet) в 1809 году. В 1834 году американец Строубридж (H. Strawbridge) начал производство гидротаранных насосов.
В 1930 году профессор С. Д. Чистопольский в работе «Гидравлический таран» опубликовал метод теоретического расчёта таких устройств, основанный на теории гидравлического удара, созданной профессором Н. Е. Жуковским в 1897—1898 годах.